# Kyrie K 33
Il Kyrie in Fa maggiore K 33 è una composizione sacra per coro ed archi di Wolfgang Amadeus Mozart, datata 12 giugno 1766, scritta mentre il compositore si trovava a Parigi con la famiglia, con l'intento di promuovere la sua figura di "enfant prodige". Durante questo lungo soggiorno, Mozart eseguì concerti anche alla corte di Luigi XV (soprattutto grazie all'influenza del letterato tedesco Friedrich Melchior von Grimm)
In questo precoce corale "accompagnato" si può notare l'influenza del compositore tedesco Johann Schobert, conosciuto appunto nel soggiorno parigino, sempre grazie all'intervento di Grimm; si possono comunque notare innegabili tracce dello stile mozartiano, benché questa composizione sia solitamente considerata un esercizio scolastico composto «nella morfologia ormai predominante [...], quella del cosiddetto "stile misto" di tipo concertato e di ascendenza secentesca».